# والتر تورنر
والتر تورنر (4 أبريل 1881 بميروت في الهند - 1 فبراير 1948 بحي هرو لندن في المملكة المتحدة) (بالإنجليزية: Walter Turner)‏ هو لاعب كريكت بريطاني (وحمل سابقاً جنسية المملكة المتحدة لبريطانيا العظمى وأيرلندا). لعب مع نادي مقاطعة ساسكس للكريكت ‏.

## وصلات خارجية
- والتر تورنر على موقع إي آس بي آن كريك إنفو (الإنجليزية)